# Hermes Trismegist
Hermes Trismegistus (starogrško Ἑρμῆς ὁ Τρισμέγιστος, Hermês ho Trismégistos: »Hermes Trikrat Veličastni«, latinsko Mercurius ter Maximus, hebrejsko חרם תלת מחזות‬) naj bi bil stari egiptovski teolog, filozof in pisec, ki naj bi deloval okoli 2. stol. pr. n. št. Zgodovinsko se mu pripisujejo pomembna dela in velik vpliv, a za njegovo življenje ni trdnih dokazov. Zgodovinsko zaznamo dve teoriji njegovega življenja. Prva je, da je resnično živel in deloval, druga pa je, da je bil nekakšna duhovna vez med različnimi obdobji in različnimi religijami.

## Življenje
Hermes Trismegist je po nekaterih predstavitvah kombinacije grškega boga Hermesa in egiptovskega boga Tota. Hermes in Tot sta bila bogova pisanja in magije v svojih kulturah. Hermes, posrednik in sel med grškimi bogovi, sta skupaj s Totom, egiptovskim bogom modrosti, postala pokrovitelja astrologije in alkemije. Poročilo o tem, kako je Hermes Trismegist dobil oziroma prejel naziv Trikrat Veličastni, izhaja iz Smaragdne table (Tabula Smaragdina) o Hermesu Trismegistu, na kateri je navedeno, da Trismegist pozna tri dele modrosti celotnega vesolja. Tri dele modrosti so alkimija, astrologija in teurgija. Trismegist je po pomembnosti na področju alkimije in astrologije podoben rimskemu bogu Merkurju. Mnogi pisatelji iz poznejših obdobjih, med njimi Laktancij, Ciprijan, Avguštin, Marsilio Ficino, Giovanni Pico della Mirandola, Giordano Bruno, Tommaso Campanella, Thomas Browne in Ralph Waldo Emerson so menili, da je Hermes Trismegist modri poganski prerok, ki je napovedal prihod krščanstva oziroma prihod Kristusa. Kot božanski vir modrosti je Hermesu Trismegistu pripisanih več deset tisoč zvitkov, ki so bili znani kot Ogromne antike. Aleksandrija je bila pod vtisom štirinajst svetih spisov Hermesovega pisanja, ki so podrobno opisovala usposabljanje in delovanje egiptovskih duhovnikov. Je domnevni avtor Hermetičnega korpusa (Corpus Hermeticum, tudi Hermetica). Hermetični korpus je serija svetih egipčansko-grških besedil modrosti iz 2. stoletja našega štetja. Zato jih težko pripisujemo njemu, ker naj bi on živel v 2. stoletju pred našim štetjem. Izgubljene so bile na latinskem zahodu, a so preživele v vzhodnih bizantinskih knjižnicah. Njihovo ponovno odkrivanje in prevajanje v latinščino v poznem 15. stoletju s strani Marsilija Ficina in njegovega mecena Cosima Medičejskega Starejšega je doprineslo k razvoju renesančne misli in kulture. Hermetični korpus je temelj, na katerem temelji hermetizem. Besedila so večinoma predstavljena kot dialogi, v katerih učitelj, splošno opredeljen kot Hermes Trismegist ('trikrat največji Hermes'), razsvetljuje učenca. Besedila razpravljajo o božanskem, kozmosu, umu in naravi. Hermetizem je religiozna, filozofska in ezoterična tradicija, ki temelji predvsem na pisanjih, pripisanih Hermesu Trismegistu. 

## Hermetična pisanja
V času renesanse je veljalo načelo, da je bil Hermes Trismegist sodobnik Mojzesa. Spornost glede avtorstva Hermetičnih spisov je ugotovil francoski filolog Isaac Casaubon, ki jih je datiral v 2. stoletje, Hermes Trismegist pa naj bi živel v 2. stol. pr. n. št.. Zaradi takega sklepanja naj bi celoten renesančni hermetizem propadel.
Najbolj znan hermetični spis v srednjem veku je bil Asklepijev dialog, ki je bil izročen skupaj z deli Apuleja z Madaura, saj naj bi bil prevajalec izgubljenega grškega izvirnika. Fragmenti iz Asklepija so vključeni tudi v koptske kodekse Nag-Hamadi, odkrite leta 1945.
Podobno priljubljena je bila zbirka astroloških aforizmov z naslovom Centiloquium Hermetis, od katere se je ohranilo več kot 80 rokopisov in več tiskov iz obdobja med 1484 in 1533, Tabula Smaragdina in psevdepigrafski Liber XXIV philosophorum.

## Reki
- Kar je zgoraj je tudi spodaj in kar je spodaj je tudi zgoraj, tako se lahko ohrani čudež enosti. Vse je iz enosti.
- Kar je bilo,še bo in kar še bo, je že bilo.
- Resnica ni laž, obstaja tudi absolutna resnica.
- Božanski bo dal snovi tisto, kar je na nebu in na Zemlji eno. Okultno zlato mističnemu dejanju. Telo duh duša so vsemogočni.

## Oživitev hermetizma
V srednjem veku in renesansi je Hermetica uživala velik prestiž in bila priljubljena med alkimisti. Hermetična tradicija se zato nanaša na tradicije alkimije, magije, astrologijo in sorodne teme. Besedila so običajno razdeljena v dve kategoriji: filozofska in tehnična hermetika. Prva se ukvarja predvsem s filozofijo, slednja s praktično magijo, napitki in alkimijo. Izraz hermetično zaprt izvira iz alkimistične tradicije hermetizma.